# Zemský okres Emsland
Zemský okres Emsland (německy Landkreis Emsland) je zemský okres v německé spolkové zemi Dolní Sasko. Jméno získal podle řeky Emže. Okresním městem je Meppen.

## Historie
Po dlouhou dobu byla oblast kvůli množství slatinišť extrémně řídce osídlena. Ve středověku se zde začaly objevovat malé vesnice. Ve 13. století získali správu nad regionem biskupové z Münsteru. V jejich majetku zůstal až do roku 1803. Poté se stalo součástí vévodství Arenberg a Pruska. Ne na dlouho. Po Napoleonských válkách byla oblast během Vídeňského kongresu přidělena k Hannoverskému království.
Během nacistického období Třetí říše se zde nacházely pracovní tábory známé jako Emslandlager, byly zde drženy tisíce politických odpůrců Třetí říše.

## Města a obce
Města:
1. Freren
2. Haren (Ems)
3. Haselünne
4. Lingen (Ems)
5. Meppen
6. Papenburg
7. Werlte

Obce:
1. Andervenne
2. Bawinkel
3. Beesten
4. Bockhorst
5. Börger
6. Breddenberg
7. Dersum
8. Dohren
9. Dörpen
10. Emsbüren
11. Esterwegen
12. Fresenburg
13. Geeste
14. Gersten
15. Groß Berßen
16. Handrup
17. Heede
18. Herzlake
19. Hilkenbrook
20. Hüven
21. Klein Berßen
22. Kluse
23. Lähden
24. Lahn
25. Langen
26. Lathen
27. Lehe
28. Lengerich
29. Lorup
30. Lünne
31. Messingen
32. Neubörger
33. Neulehe
34. Niederlangen
35. Oberlangen
36. Rastdorf
37. Renkenberge
38. Rhede (Ems)
39. Salzbergen
40. Schapen
41. Sögel
42. Spahnharrenstätte
43. Spelle
44. Stavern
45. Surwold
46. Sustrum
47. Thuine
48. Twist
49. Vrees
50. Walchum
51. Werpeloh
52. Wettrup
53. Wippingen